# El mundo de los muertos
Série
Santo y Blue Demon contra los monstruos
(1970) Santo vs. los cazadores de cabezas
(1971)
Pour plus de détails, voir Fiche technique et Distribution.
El mundo de los muertos (trad. litt. : « Le monde des morts ») est un film mexicain de 1970 de Gilberto Martínez Solares. C'est le vingt-quatrième film de la série des Santo, el enmascarado de plata et le deuxième de Gilberto Martínez Solares la même année après Santo y Blue Demon contra los monstruos.

## Fiche technique
- Titre original : El mundo de los muertos
- Titre alternatif : Santo y Blue Demon en el Mundo de los Muertos
- Titre anglais ou international : The World of the Dead
- Réalisation : Gilberto Martínez Solares
- Scénario : Rafael García Travesí et Jesús Sotomayor Martínez
- Photographie : Raúl Martínez Solares
- Montage : José W. Bustos
- Musique : Gustavo César Carrión
- Production : Jesús Sotomayor Martínez
- Société(s) de production : Cinematográfica Sotomayor
- Pays d’origine :  Mexique
- Langue originale : espagnol
- Format : couleur — 35 mm — son Mono
- Genre : action, aventure
- Durée : 85 minutes
- Dates de sortie :
  - Mexique : 1er octobre 1970

## Distribution
- Santo : El Santo
- Blue Demon : Blue Demon
- Pilar Pellicer : Doña Damiana Velazquez / Alicia
- Carlos León : Verdugo / invité à la fête
- Antonio Raxel : Inquisiteur / Don Alfonso
- Guillermo Álvarez Bianchi : Obispo / padre Francisco
- Carlos Suárez : Inquisiteur
- Mary Montiel : femme torturée / invitée à la fête
- Betty Nelson : Doña Aurora
- Eduardo MacGregor : Sacerdote
- Ramiro Orci : Alberto
- Marcelo Villamil : invité à la fête